# Ratpenat fals
El ratpenat fals (Pipistrellus nathusii) viu a l'àrea compresa entre Europa Occidental, Anatòlia i la serralada del Caucas.

## Descripció
És un ratpenat de musell gros i curt i orelles triangulars, proveïdes d'un tragus curt de punta arrodonida. La part dorsal de l'uropatagi és coberta de pèl aproximadament fins a la meitat, i la part ventral, solament al llarg de la pota. La cua sobresurt com a màxim 1 mm de l'uropatagi, i el cinquè dit fa uns 46 mm de llargada.
A l'estiu, el pelatge dorsal presenta una tonalitat marró vermellosa o terrosa i, quan arriba la tardor, es torna més fosc, sovint amb un matís grisós. La part ventral és marró clara o marró grogosa. El musell, les orelles i les membranes alars són de color marró negrós. Pot presentar una franja més clara, mal delimitada i mai del tot blanca a la vora posterior de l'uropatagi compresa entre el cinquè dit i el peu.
Dimensions corporals: cap + cos = 44 - 58 mm, cua = 30 - 44 mm, avantbraç = 31 - 37 mm i envergadura alar = 230 - 250 mm. Pes: 6 - 15 g.

## Hàbitat
Preferentment boscos, on generalment s'amaga en els forats dels arbres, però també en esquerdes de les roques. Menys freqüentment se la pot trobar en poblacions, i aleshores cerca refugi en construccions humanes.

## Costums
Ix del seu amagatall en fer-se fosc. El seu vol és ràpid, i quan va en línia recta bat profundament les ales. Les femelles formen colònies de cria de fins a 200 individus.

## Espècies semblants
El ratpenat de vores clares presenta sempre una franja clara, molt blanca i ben delimitada, a la vora posterior de l'uropatagi. En la pipistrel·la el cinquè dit no arriba als 43 mm de llargada.